# Steffen Kienle
Steffen Kienle (* 18. Januar 1995 in Elchingen auf dem Härtsfeld) ist ein deutscher Fußballspieler.

## Karriere
Steffen Kienle stammt aus dem Neresheimer Ortsteil Elchingen und begann seine Spielerlaufbahn in der Jugend des SV Elchingen, ehe er sich später dem TSV Nördlingen anschloss. Nach einem Jahr in der U18 des SSV Ulm 1846 wechselte er 2012 in die Jugend des damaligen Zweitligisten VfR Aalen. 2014 rückte er in die zweite Mannschaft der Aalener auf, die in der Oberliga Baden-Württemberg antrat. Dort setzte er sich in der folgenden Saison als Stammspieler durch, in 34 Partien gelangen ihm dabei 13 Tore.
Als der VfR Aalen im Sommer 2015 seine zweite Mannschaft auflöste, nachdem die erste Mannschaft aus der 2. in die 3. Liga abgestiegen war, erhielt Kienle einen Profivertrag über die Dauer von einem Jahr. Sein Debüt als Profifußballspieler feierte er bereits am ersten Spieltag der neuen Saison, als er in der 73. Minute der Partie gegen den Chemnitzer FC für Alexandros Kartalis eingewechselt wurde. Parallel zum Profifußball absolvierte Kienle bis Ende Januar 2016 eine Ausbildung zum Industriemechaniker, weshalb er nicht an allen Trainingseinheiten der Mannschaft teilnehmen konnte. Dennoch erhielt er im weiteren Saisonverlauf weiterhin regelmäßig Einsatzzeit in Drittligapartien, meist nach Einwechslungen in den Schlussphasen der Spiele, sein erstes Profitor gelang ihm dabei im Oktober 2015 zum 2:2-Endstand gegen die Würzburger Kickers. Sein auslaufender Vertrag wurde 2016 um zwei weitere Jahre verlängert, allerdings kam er in der folgenden Saison nicht mehr so häufig zum Einsatz wie zuvor.
Daraufhin verließ Kienle im Sommer 2017 die Aalener und wechselte zu seinem ehemaligen Jugendverein SSV Ulm 1846 in die Regionalliga Südwest. Bei den Spatzen unterzeichnete er einen bis zum 30. Juni 2019 gültigen Vertrag und konnte sich in der Folge als Stammspieler etablieren. Die anschließende Saison 2018/19 begann er ebenfalls als Stammspieler, fiel jedoch ab Oktober 2018 für den Rest der Spielzeit verletzungsbedingt aus. Erst im August 2019 kam er wieder in einem Ligaspiel zum Einsatz, kam in der folgenden Zeit aber zumeist nicht mehr über den Status eines Einwechselspielers hinaus.
Ende Januar 2021 bat er daraufhin die Ulmer um Auflösung seines Vertrages und kehrte zum VfR Aalen zurück, der inzwischen ebenfalls in der Regionalliga Südwest spielte.
Am 12. Mai 2023 erlitt Kienle im Spiel gegen die zweite Mannschaft der TSG 1899 Hoffenheim ein Herzflimmern und musste reanimiert werden. Das Spiel wurde daraufhin abgebrochen.

### Erfolge
- WFV-Pokal-Sieger: 2018, 2019 und 2020 mit dem SSV Ulm 1846